# Patrick Tambay
Patrick Tambay (Párizs, 1949. június 25. – 2022. december 4.) francia autóversenyző, a Can-Am-széria kétszeres bajnoka. Pályafutása alatt két futamgyőzelmet szerzett a Formula–1-es világbajnokságon.

## Pályafutása

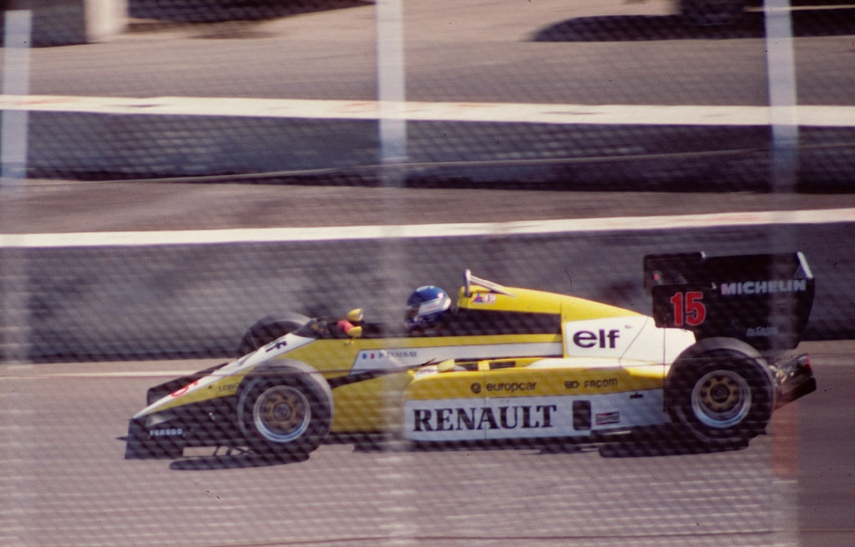
Dallas, 1984

Formula–2-es sikerei után az Ensign színeiben mutatkozott be a Formula–1-ben, pontosan akkor, amikor a kanadai Gilles Villeneuve először versenyzett a McLarennél. Villeneuve később jó barátja lett. 1978-ban a McLaren a franciát választotta, míg Villeneuve a Ferrarihoz ment. Patrick járt rosszabbul, mert a McLaren autói nem mentek olyan jól ebben az időszakban. Később Alain Prostot szerződtették a helyére, ezért átment az óceán túlpartjára és megnyerte a CanAm bajnokságot. 1981-ben a Ligier-vel visszatért a Formula–1-be, de a szezon végén távoznia kellett a csapattól. 1982-ben jelentette be visszavonulását, de a Ferrari visszahívta, s felkérte, hogy Villeneuve halála után legyen Didier Pironi csapattársa. Nagyszerű formában versenyzett, megnyerte a német nagydíjat, majd 1983-ban a San Marinó-i nagydíjat is. Abban az évben még a világbajnoki címért is harcban állt. Ezután még három évig Renault és Haas Lola autókkal versenyzett.

## Eredményei
Teljes Formula–1-es eredménylistája
(Táblázat értelmezése)

(Félkövér: pole-pozícióból indult; dőlt: leggyorsabb kört futott) 

| Év   | Csapat       | 1       | 2       | 3       | 4       | 5       | 6       | 7       | 8       | 9       | 10      | 11      | 12      | 13      | 14      | 15      | 16      | 17      | Helyezés | Pont |
| ---- | ------------ | ------- | ------- | ------- | ------- | ------- | ------- | ------- | ------- | ------- | ------- | ------- | ------- | ------- | ------- | ------- | ------- | ------- | -------- | ---- |
| 1977 | Team Surtees | ARG     | BRA     | RSA     | USW     | ESP     | MON     | BEL     | SWE     | FRA NK  |         |         |         |         |         |         |         |         | 18.      | 5    |
| 1977 | Theodore     |         |         |         |         |         |         |         |         |         | GBR Ret | GER 6   | AUT Ret | NED 5   | ITA Ret | USA NK  | CAN 5   | JPN Ret | 18.      | 5    |
| 1978 | McLaren      | ARG 6   | BRA Ret | RSA Ret | USW 12  | MON 7   | BEL     | ESP Ret | SWE 4   | FRA 9   | GBR 6   | GER Ret | AUT Ret | NED 9   | ITA 5   | USA 6   | CAN 8   |         | 14.      | 8    |
| 1979 | McLaren      | ARG Ret | BRA Ret | RSA 10  | USW Ret | ESP 13  | BEL NK  | MON NK  | FRA 10  | GBR 7   | GER Ret | AUT 10  | NED Ret | ITA Ret | CAN Ret | USA Ret |         |         | HN       | 0    |
| 1981 | Theodore     | USW 6   | BRA 10  | ARG Ret | SMR 11  | BEL NK  | MON 7   | ESP 13  |         |         |         |         |         |         |         |         |         |         | 19.      | 1    |
| 1981 | Ligier       |         |         |         |         |         |         |         | FRA Ret | GBR Ret | GER Ret | AUT Ret | NED Ret | ITA Ret | CAN Ret | CPL Ret |         |         | 19.      | 1    |
| 1982 | Ferrari      | RSA     | BRA     | USW     | SMR     | BEL     | MON     | DET     | CAN     | NED 8   | GBR 3   | FRA 4   | GER 1   | AUT 4   | SUI NI  | ITA 2   | CPL NI  |         | 7.       | 25   |
| 1983 | Ferrari      | BRA 5   | USW Ret | FRA 4   | SMR 1   | MON 4   | BEL 2   | DET Ret | CAN 3   | GBR 3   | GER Ret | AUT Ret | NED 2   | ITA 4   | EUR Ret | RSA Ret |         |         | 4.       | 40   |
| 1984 | Renault      | BRA 5   | RSA Ret | BEL 7   | SMR Ret | FRA 2   | MON Ret | CAN NI  | DET Ret | DAL Ret | GBR 8   | GER 5   | AUT Ret | NED 6   | ITA Ret | EUR Ret | POR 7   |         | 11.      | 11   |
| 1985 | Renault      | BRA 5   | POR 3   | SMR 3   | MON Ret | CAN 7   | DET Ret | FRA 6   | GBR Ret | GER Ret | AUT 10  | NED Ret | ITA 7   | BEL Ret | EUR 12  | RSA     | AUS Ret |         | 12.      | 11   |
| 1986 | Haas Lola    | BRA Ret | ESP 8   | SMR Ret | MON Ret | BEL Ret | CAN NI  | DET Bet | FRA Ret | GBR Ret | GER 8   | HUN 7   | AUT 5   | ITA Ret | POR HN  | MEX Ret | AUS HN  |         | 15.      | 2    |

## Fordítás
- Ez a szócikk részben vagy egészben  a   Patrick Tambay című angol Wikipédia-szócikk fordításán alapul.  Az eredeti cikk szerkesztőit annak laptörténete sorolja fel. Ez a jelzés csupán a megfogalmazás eredetét és a szerzői jogokat jelzi, nem szolgál a cikkben szereplő információk forrásmegjelöléseként.